# Liste der Bodendenkmale in Lübberstedt
In der Liste der Bodendenkmale in Lübberstedt sind die Bodendenkmale der niedersächsischen Gemeinde Lübberstedt aufgeführt. Die Quelle ist der Denkmalatlas Niedersachsen. 
Der Stand der Liste ist der 19. Dezember 2024.

Lübberstedt im Landkreis Osterholz

In den Spalten finden sich folgende Informationen des Bodendenkmales:
Lagegeographische Koordinaten
BezeichnungBezeichnung lt. Denkmalatlas
BeschreibungBeschreibung lt. Denkmalatlas
IDObjekt-ID
BildBild, ggf. zusätzlich mit Link zu weiteren Fotos im Medienarchiv Wikimedia Commons.

## Lübberstedt
| Lage                        | Bezeichnung              | Beschreibung | ID       | Bild |
| --------------------------- | ------------------------ | --- | -------- | ---- |
| 53° 20′ 48″ N, 8° 48′ 49″ O | Lübberstedt 1, Grabhügel | Durchmesser ca. 13,5 m und Höhe ca. 1,1 m. Kuppe abgeflacht und leicht eingetieft. In der Mitte ein Grabungstrichter. | 28985665 | BW   |